# Europameisterschaften im Modernen Fünfkampf 2025
Die Europameisterschaften im Modernen Fünfkampf 2025 wurden vom 21. bis 27. Juli in der spanischen Hauptstadt Madrid ausgetragen.

## Ergebnisse

### Männer
| Disziplin  | Gold                                         | Silber                                                    | Bronze                                        |
| ---------- | -------------------------------------------- | --------------------------------------------------------- | --------------------------------------------- |
| Einzel     | Jurij Kowaltschuk                            | Mihály Koleszár                                           | Jean-Baptiste Mourcia                         |
| Mannschaft | UngarnMihály Koleszár András Gál Balázs Szép | FrankreichJean-Baptiste Mourcia Ugo Fleurot Mathis Rochat | TschechienMatěj Lukeš Marek Grycz Matouš Tůma |
| Staffel    | Marek Grycz / Matouš Tůma                    | Jurij Kowaltschuk / Danylo Sytsch                         | Iván Liberal Manzanas / Pau Salomó            |

### Frauen
| Disziplin  | Gold                                       | Silber                                                  | Bronze                                                    |
| ---------- | ------------------------------------------ | ------------------------------------------------------- | --------------------------------------------------------- |
| Einzel     | Rebecca Castaudi                           | Emma Whitaker                                           | Blanka Bauer                                              |
| Mannschaft | UngarnBlanka Bauer Blanka Guzi Noémi Eszes | FrankreichRebecca Castaudi Coline Flavin Louison Cazaly | ItalienAurora Tognetti Valentina Martinescu Alice Rinaudo |
| Staffel    | Katharina Jurt / Florina Jurt              | Lucie Hlaváčková / Kateřina Váňová                      | Noémi Eszes / Emma Mészáros                               |

### Mixed
| Disziplin | Gold                          | Silber                                | Bronze                     |
| --------- | ----------------------------- | ------------------------------------- | -------------------------- |
| Staffel   | Mihály Koleszár / Blanka Guzi | Valentina Martinescu / Matteo Bovenzi | Coline Flavin / Léo Bories |

## Medaillenspiegel
| Platz  | Land           | Gold | Silber | Bronze | Gesamt |
| ------ | -------------- | ---- | ------ | ------ | ------ |
| 1      | Ungarn         | 3    | 1      | 2      | 6      |
| 2      | Frankreich     | 1    | 2      | 2      | 5      |
| 3      | Tschechien     | 1    | 1      | 1      | 3      |
| 4      | Ukraine        | 1    | 1      | —      | 2      |
| 5      | Schweiz        | 1    | —      | —      | 1      |
| 6      | Italien        | —    | 1      | 1      | 2      |
| 7      | Großbritannien | —    | 1      | —      | 1      |
| 8      | Spanien        | —    | —      | 1      | 1      |
| Gesamt | Gesamt         | 7    | 7      | 7      | 21     |